# Marc Hendrickx
Pour les articles homonymes, voir Hendrickx.
Marc Hendrickx, né le 8 août 1968 à Malines, est un homme politique belge flamand, membre de N-VA.
Il est licencié en droit (KUL, 1993) et agrégé; avocat et chargé de cours.

## Fonctions politiques
- 2001-     : conseiller communal à Malines
  - 2013-    : premier échevin
- député au Parlement flamand :
  - depuis le 7 juin 2009
    - membre du Comité des Régions